# Az alkotmányos rend elleni szervezkedés
Az alkotmányos rend elleni szervezkedés az állam elleni bűncselekmények csoportjába tartozik, a bűncselekmény jogi tárgya a Magyar Köztársaság alkotmányos rendjének megtartásához fűződő társadalmi érdek. Alkotmányos rend alatt az Alkotmányt és az alkotmányos társadalmi viszonyokat értjük. A bűncselekmény több személy titkos, konspiratív, alkotmányos rend erőszakos megváltoztatására létrehozott szervezet keretében történő tevékenységét bünteti.

## Magyar szabályozás
Btk. 255. § (1) Aki olyan szervezetet hoz létre vagy vezet, amelynek célja, hogy Magyarország alkotmányos rendjét erőszakkal vagy ezzel fenyegetve megváltoztassa, bűntett miatt öt évtől tíz évig terjedő szabadságvesztéssel büntetendő.
(2) Aki az (1) bekezdésben meghatározott szervezetben részt vesz, két évtől nyolc évig terjedő szabadságvesztéssel büntetendő.
(3) Nem büntethető az alkotmányos rend elleni szervezkedés miatt, akinek önkéntes elállása következtében a szervezkedés folytatása elmarad, vagy aki annak folytatását önként megakadályozza.

### Elkövetési magatartás
A bűncselekmény elkövetési magatartása a szervezet létrehozása, vezetése vagy a szervezetben való részvétel. A szervezet több személyt feltételez fel, közös cél elérése érdekében működnek együtt a tagok. A szervezet vertikálisan tagolt. A szervezet célja, hogy Magyarország alkotmányos rendjét erőszakkal vagy ezzel fenyegetve megváltoztassa. A szervezet létrehozása több lépésben valósul meg: több személy között kialakul egy közös - alkotmányellenes - cél, majd megteremtik a feltételeit annak, hogy a saját belső szabályai szerint képes a tényállásban meghatározott célja érdekében cselekedni. A vezetés a szervezet egészének szellemi vagy gyakorlati irányítását jelenti. A részvétel minden olyan a szervezet keretei között végzett tevékenység, mely nem minősül vezetésnek.

### Egyéb
A bűncselekményt csak több személy követheti el (concursus necessarius).
Célzatos bűncselekmény, kizárólag egyenes szándékkal valósítható meg. A cél Magyarország alkotmányos rendjének erőszakos vagy ezzel fenyegető megváltoztatása.
A tényállás tartalmaz büntethetőséget megszüntető okot, amely hasonló az alkotmányos rend erőszakos megváltoztatása bűncselekmény (3) szakaszához.

## Lásd
- Összeesküvés